# Gottlieb von Huber

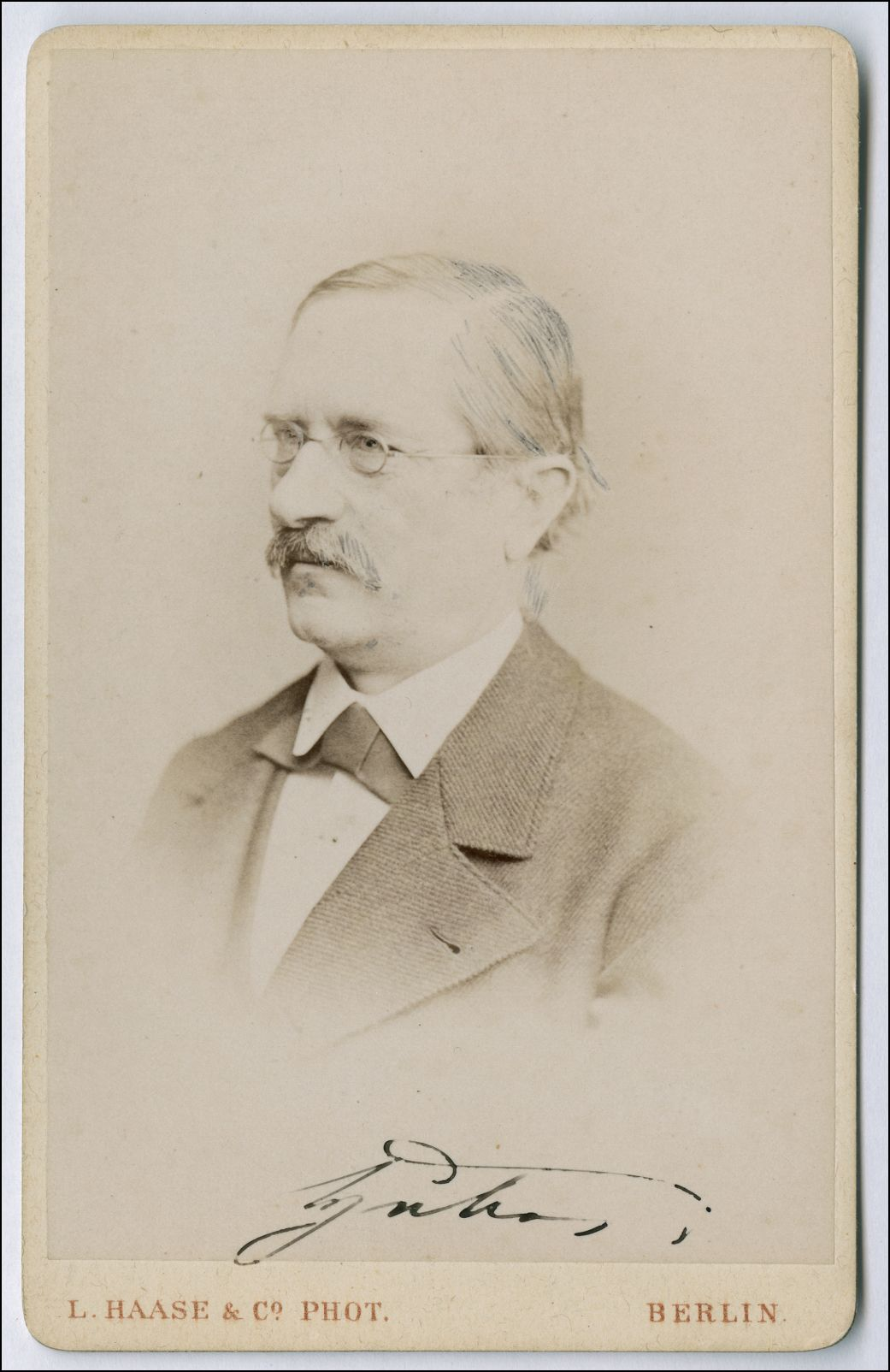
Gottlieb von Huber

Gottlieb Karl Huber, ab 1867 von Huber, (* 6. April 1817 in Ludwigsburg; † 6. Dezember 1882 in Heilbronn) war Jurist und Mitglied des Deutschen Reichstags.

## Leben
Huber wurde als Sohn des Sekretärs des Herzogs Paul von Württemberg geboren. Er besuchte das Gymnasium und die polytechnische Schule in Ludwigsburg und die Universitäten Tübingen und Heidelberg. Er studierte erst Mathematik und Astronomie, später Rechtswissenschaften. Während seines Studiums wurde er 1836 Mitglied der Burschenschaft Giovannia Tübingen und 1837 der Burschenschaft Germania Tübingen. 1840 bestand er die Erste und 1842 die Zweite Staatsprüfung. Nach Reisen durch Italien, Frankreich, England und Skandinavien wurde er 1842 im Richterdienst angestellt. 1842 wurde er Obergerichtsaktuar in Langenburg, 1846 Assessor beim Gerichtshof in Esslingen, später beim Gerichtshof in Ulm, 1851 Oberjustizrat beim Kriminalsenat des Gerichtshofes in Ulm, 1865 Rat beim Zivilsenat des Obertribunals in Stuttgart, 1865 Mitglied des Oberhandelsgerichts in Stuttgart, 1867 Generalstaatsanwalt, 1868 Direktor des Kreisgerichtshofs in Heilbronn, daneben ab 1871 Mitglied des Württembergischen Staatsgerichtshofs. Von 1879 bis 1882 war er Präsident des Landgerichts Heilbronn.
Von 1875 bis 1878 war er Mitglied des Deutschen Reichstags für den Wahlkreis Württemberg 3 (Heilbronn, Besigheim, Brackenheim, Neckarsulm) und die Nationalliberale Partei, welche in Württemberg als Deutsche Partei auftrat. Dabei gewann er am 23. September 1875 eine Nachwahl für den verstorbenen Abgeordneten Friedrich Eduard Mayer.
Huber war Komtur des Ordens der Württembergischen Krone, Komtur 2. Klasse des Friedrichs-Ordens und von 1872 bis 1874 Vorstand der Harmonie-Gesellschaft in Heilbronn.
Er war ab 1870 mit Marie Bläß verheiratet, einer Tochter des Heilbronner Bleiweißproduzenten Bläß. Der Ehe entstammten ein Sohn und eine Tochter.